# Lucifer (Odaát)
Lucifer a Sátán egyik neve a Bibliában és az Odaát (Supernatural) című televízióssorozat kitalált szereplője. Lucifer a sorozat egyik mellékszereplője.

## Háttér
Lucifer a Pokol ura, a démonok legfőbb vezetője, aki egykor Isten egyik angyala volt, ám megbukott, így örök időkre a Pokolba zárva kell élnie. Mivel bármi áron szabadulni akar rabságából, Azazelt és még több más démont bíz meg, törjék fel a 66 pecsétet, mely ha sikerrel jár, újra szabad lesz, akkor pedig elpusztíthatja az egész emberiséget.

## 4. évad
1972-ben a marylandi Ilchester egyik zárdájában Azazel több apácával is brutálisan végzett, csakhogy képes legyen beszélni urával, Luciferrel. A Sátán azt parancsolta alattvalójának, válasszon ki egy csecsemőt és ruházza fel speciális hatalommal, hogy az majd képes legyen feltörni a 66 pecsét legutolsóját; megölni a legelső démont, Lilith-et. Ugyanis ha a 66 pecsét feltörik, Lucifer újra szabad lesz.
Az évad végén Lucifer tervei beválnak -noha időközben rengeteg démont veszít, köztük Azazelt-; Sam Winchester végez Lilith-tel, így megtörik az utolsó pecsét, ő maga pedig a Winchester fivérek szeme láttára emelkedik fel a Pokolból, az eseményt vakító fény követve. 

## 5. évad
A szabadulása után, Lucifer azonnal megkörnyékezi porhüvelyét, hogy képes legyen a Földön járni; Nicket. Hogy meggyőzze a férfit, annak korábban elhunyt felesége, Sarah képében jelenik meg, és megidézi neki szintén elhunyt kisgyermekét, így sikerül elérnie Nick bizalmát; annak beleegyezésével megszállja a férfit.